# Joshua Goodall
Joshua „Josh“ Jake Goodall (* 17. Oktober 1985 in Basingstoke) ist ein ehemaliger britischer Tennisspieler aus England.

## Leben und Karriere
Josh Goodall begann mit vier Jahren Tennis zu spielen und wurde 2004 Profi. Er konnte auf der zweitklassigen ATP Challenger Tour bislang sieben Titel gewinnen, alle davon im Doppel mit unterschiedlichen Partnern. Seinen größten Erfolg auf der ATP World Tour feierte er 2007 an der Seite von Ross Hutchins beim Turnier in Nottingham. Sie zogen bis ins Finale der Doppelkonkurrenz ein, unterlagen dort allerdings Eric Butorac und Jamie Murray knapp in drei Sätzen. Im Einzel konnte er bislang keine vergleichbaren Erfolge erzielen. Bei Grand-Slam-Turnieren kam Goodall im Einzel bislang nie über die erste Runde hinaus, musste sich aber dank einiger Wildcards auch nie für das Hauptfeld qualifizieren. Sechsmal verlor er in der ersten Runde.
2015 spielte er letztmals ein Profiturnier.
Goodall spielte ab 2009 für die britische Davis-Cup-Mannschaft und hat dort eine Bilanz von 0:4.

## Erfolge
| Legende (Anzahl der Siege)  |
| Grand Slam                  |
| ATP World Tour Finals       |
| ATP World Tour Masters 1000 |
| ATP World Tour 500          |
| ATP World Tour 250          |
| ATP Challenger Tour (7)     |

### Doppel

#### Turniersiege
| Nr. | Datum             | Turnier          | Belag       | Partner         | Finalgegner                              | Ergebnis          |
| --- | ----------------- | ---------------- | ----------- | --------------- | ---------------------------------------- | ----------------- |
| 1.  | 10. Juli 2005     | Nottingham       | Rasen       | Martin Lee      | Jean-Michel Pequery Aisam-ul-Haq Qureshi | 6:4, 7:60         |
| 2.  | 23. Juli 2006     | Manchester (1)   | Rasen       | Ross Hutchins   | Chris Guccione Thomas Oger               | 3:6, 7:5, [10:5]  |
| 3.  | 12. November 2006 | Eckental         | Teppich (i) | Ross Hutchins   | Sander Groen Torsten Popp                | 7:5, 6:3          |
| 4.  | 8. August 2008    | Neu-Delhi        | Hartplatz   | James Ward      | Tasuku Iwami Hiroki Kondō                | 6:4, 6:1          |
| 5.  | 22. März 2009     | Bangkok          | Hartplatz   | Joseph Sirianni | Michail Jelgin Alexander Kudrjawzew      | 6:3, 6:1          |
| 6.  | 19. Juli 2009     | Manchester (2)   | Rasen       | Jonathan Marray | Colin Fleming Ken Skupski                | 6:71, 6:3, [11:9] |
| 7.  | 9. August 2009    | Campos do Jordão | Hartplatz   | Sam Groth       | Rogério Dutra da Silva Júlio Silva       | 7:64, 6:3         |

#### Finalteilnahmen
| Nr. | Datum         | Turnier    | Belag | Partner       | Finalgegner               | Ergebnis         |
| --- | ------------- | ---------- | ----- | ------------- | ------------------------- | ---------------- |
| 1.  | 24. Juni 2007 | Nottingham | Rasen | Ross Hutchins | Jamie Murray Eric Butorac | 6:4, 3:6, [5:10] |